# Grätnässjön
Grätnässjön är en sjö i Örnsköldsviks kommun i Ångermanland och ingår i Nätraåns huvudavrinningsområde. Sjön har en area på 3,56 kvadratkilometer och ligger 188 meter över havet. Sjön avvattnas av vattendraget Grätnäsån.

## Delavrinningsområde
Grätnässjön ingår i det delavrinningsområde (702132-161297) som SMHI kallar för Utloppet av Grätnässjön. Medelhöjden är 240 meter över havet och ytan är 21,68 kvadratkilometer. Räknas de 7 avrinningsområdena uppströms in blir den ackumulerade arean 45,27 kvadratkilometer. Grätnäsån som avvattnar avrinningsområdet har biflödesordning 3, vilket innebär att vattnet flödar genom totalt 3 vattendrag innan det når havet efter 36 kilometer. Avrinningsområdet består mestadels av skog (70 procent). Avrinningsområdet har 3,57 kvadratkilometer vattenytor vilket ger det en sjöprocent på 16,5 procent.